# 細點牙鯛
細點牙鯛為輻鰭魚綱鱸形目鱸亞目鯛科的其中一種，分布於東大西洋區，從不列顛群島至茅利塔尼亞、塞內加爾海域，棲息深度可達200公尺，體長可達100公分，棲息在岩石底質海域，屬肉食性，以魚類、頭足類、貝類等為食，可做為食用魚、養殖魚、遊釣魚。